# Râul Neaua
Râul Neaua este un curs de apă, afluent al râului Ghegheș. 

## Hărți
- Harta județului Mureș